# Нічний вовкулака (спецвипуск)
«Нічни́й вовкула́ка», також «Нічни́й вовку́н» (англ. Werewolf by Night) — американський телевізійний спеціальний випуск, знятий Майклом Джаккіно та написаний Гізер Квінн і Пітером Кемероном для потокового сервісу Disney+, заснований на однойменному персонажі Marvel Comics. Це є першим спеціальним проєктом Marvel Studios у Кіновсесвіті Marvel (КВМ), який буде мати зв'язок із фільмами франшизи. Спеціальний випуск створений Marvel Studios розповідає про таємну групу мисливців на монстрів, які змагаються за могутню реліквію, протистоячи небезпечному монстру.
Ґаель Ґарсія Берналь зіграв в спеціальному серіалі роль Джека Рассела / Нічного вовкулаку (вовкуна) разом із Лаурою Доннеллі та Гаррієт Сансом Гарріс. Розробка спеціального випуску почалася в серпні 2021 року, а в листопаді того ж року Бернал вибрав акторів. Джаккіно приєднався до березня 2022 року, перед початком зйомок пізніше того ж місяця на Trilith Studios в Атланті, штат Джорджія, які завершилися наприкінці квітня. Спеціальний випуск було офіційно оголошено у вересні, коли Джаккіно розповів, що він також пише композиції.
«Нічний вовкулака» вийшов на Disney+ 7 жовтня 2022 року як частина четвертої фази КВМ.

## Синопсис
Таємна група мисливців на монстрів збирається в садибі маєтку Бладстоун після смерти свого лідера та бере участь у таємничих і смертоносних пошуках могутньої реліквії, яка зведе їх віч-на-віч з небезпечним монстром. 

## Актори та персонажі
- Ґаель Ґарсія Берналь — Джек Рассел / Нічний вовкулака / Нічний вовкун: мисливець на чудовиськ, на якого накладено прокляття, яке перетворює його на вовкулаку.
- Лора Доннеллі — Ельза Бладстоун[en]: відчужена донька Улісса, якій не подобається сімейна традиція полювання на монстрів.
- Гаррієт Сансом Гарріс — Веруза: вдова Улісса, яка є лідером таємної групи мисливців на монстрів.

Додаткові мисливці на монстрів включають Ела Гамачера в ролі Біллі Свона, Євгені Бондюрант в ролі Лінди, Кірка Тетчера в ролі Джована та Леонардо Нема в ролі Саймона, а Джейкоб Мая та Деніел Дж. Воттс зіграли нерозголошені ролі. Також планується, що в спеціальному випуску з’являться Улісс Бладстоун, батько Ельзи, що мислив на монстрів, який став оживленою істотою, схожою на зомбі, болотна істота Людина-Істота та члени Управління часовими змінами.

## Виробництво

### Розробка
Персонаж Marvel Comics Нічний вовкулака був запланований для повнометражного фільму до травня 2001 року, для отримання ліцензії від Marvel Studios і розповсюдження Dimension Films, з історією, розробленою Аві Арадом, Кевіном Файґі та Арі Арадом з Marvel Studios. Ганс Родіонов писав сценарій до червня 2002 року за кількома чернетками Джона Фазано, а студія Crystal Sky Pictures мала бути співпродюсером фільму. До лютого 2003 року Роберт Нельсон Джейкобс писав сценарій фільму, а Стівен Пол і Патрік Евальд були продюсерами для Crystal Sky разом з Бредом Вестоном і Ніком Філліпсом для Dimension Films. На початку березня 2004 року проєкт був оголошений на Американському кіноринку для розповсюдження, і до листопада Crystal Sky готувався до зйомок у Сполученому Королівстві протягом наступних шести місяців. У листопаді наступного року Crystal Sky планувало незабаром оголосити режисера та акторський склад і почати зйомки в 2006 році, але цього не судилося. Marvel Studios мала намір використовувати персонажа в проєкті Кіновсесвіту Marvel (КВМ) ще в лютому 2019 року, коли Кевіну Сміту повідомили, що він не може включити Нічного вовкулаку в запланований на той час анімаційний серіал Marvel Television Говард Качка через Власні плани Marvel Studios.
До серпня 2021 року Marvel Studios розробляла спеціальний телевізійний серіал на тему Гелловіна для Disney+, який, як повідомляється, був зосереджений на «Нічному вовкулаці», хоча було незрозуміло, чи будуть представлені версії персонажа Джека Рассела чи Джейка Ґомеза. Раніше в цьому місяці Production Weekly включив проєкт «Нічний вовкулака» у свій звіт про майбутні проєкти, що знаходяться в розробці. Майкл Джаккіно був найнятий режисером одногодинного спеціального серіалу до березня 2022 року після того, як раніше записав кілька музик до фільмів КВМ, а з грудня 2021 року, за чутками, керував проєктом Marvel на Disney+; Раніше Джаккіно був режисером короткометражного фільму Monster Challenge 2018 року та анімаційного епізоду Star Trek: Short Treks «Ephraim and Dot» (2019). Коли Файґі запитав Джаккіно, над чим він хоче працювати, продюсер спочатку був здивований, дізнавшись про інтерес Джаккіно до Нічного вовкулаки, але був у захваті після подальшого обговорення його ідей щодо цього. Джаккіно підійшов до спеціальної серії як до епізоду «Сутінкової зони», оскільки в ній буде представлена «одна ніч із життя [Джека Рассела та Ельзи Бладстоун]». Це дозволило уникнути потреби висвітлювати історію походження більше, ніж потрібно, або встановлювати, що станеться після подій спеціального випуску. Деякі називали проєкт «Нічний вовкулака», хоча The Hollywood Reporter зазначив, що він міг би мати іншу назву. Джаккіно підтвердив, що він був режисером спеціального випуску в червні 2022 року, назвавши це приємним, але «складним процесом». 10 вересня 2022 року Marvel Studios офіційно показали трейлер спеціального випуску під назвою «Нічний вовкулака». Спеціальний випуск був описаний як «перша спеціальна презентація Marvel Studios» і рекламувався як «Спеціальна презентація Marvel Studios»; вона триває 53 хвилини. Виконавчими продюсерами виступили Кевін Файґі, Стівен Бруссард, Луїс Д'Еспозіто, Вікторія Алонсо та Бред Віндербаум із Marvel Studios.

### Сценарій
Гізер Квін і Пітер Кемерон написали сценарій за оповіданням Квінн; Раніше Квінн писала для серіалу Marvel Studios Disney+ «Соколине око» (2021), а Кемерон — для «ВандаВіжен» (2021) і «Місячний лицар» (2022). Джаккіно сказав, що спеціальний випуск був натхненний фільмами жахів 1930-х і 1940-х років, порівнюючи його з фільмом «Полтерґейст» (1982), який мав великий вплив на спеціальний випуск. Він також був натхненний «The Twilight Zone» і назвав «Нічний вовкулака» «любовним листом» до цього та всіх інших фільмів жахів для нього. У Disney+ заявили, що спеціальний випуск «викликатиме відчуття жаху, з великою кількістю напружености та страхів». Файґі назвав спеціальний контент «веселим», додавши, що він також «трохи темніший [і] трохи страшніший», ніж інший контент студії. Елементи персонажа Нічного вовкулаки були змінені з коміксів, щоб історія працювала в більш сучасному оточенні. Джаккіно припускав, що «Нічний вовкулака» отримає рейтинг TV-MA, враховуючи використання крові та лякаючих елементів, але вважав, що, оскільки він був чорно-білим, це допомогло спеціальному фільму отримати рейтинг TV-14. «Нічний вовкулака» не надає точних деталей щодо того, як цей проєкт саме вписується в КВМ. Це здебільшого самодостатня історія в КВМ, без появи відомих персонажів, хоча були певні міркування щодо включення Блейда. У спеціальному фільмі також представлена болотна істота Людина-Істота за пропозицією Файґі.

### Кастинг
До кінця серпня 2021 року тривав пошук латиноамериканського актора віком за 30 на головну роль у спеціальному серіалі, а в листопаді на цю роль був обраний Ґаель Ґарсія Берналь. У січні 2022 року Лора Доннеллі була обрана на невідому роль. У вересні Бернал і Доннеллі були відповідно підтверджені на роль Джека Рассела/Нічного вовкулаки та Ельзи Бладстоун разом із доповненнями до кастингу Гаррієт Сансом Гарріс на роль Верузи, Ела Гамахера на роль Біллі Свона, Ежені Бондюрант — Лінда, Кірк Тетчер — Джован і Леонардо Нам — Саймон. Джейкоб Мая та Деніел Дж. Воттс також були оголошені як частина акторського складу в нерозкритих ролях.

### Дизайн
Художником-постановником виступила Мая Шімоґучі, яка раніше працювала над «Соколиним оком». До цього вона також була художнім керівником фільму «Тор» (2011). Що стосується дизайну Вовкулаки в спеціальному випуску, Джаккіно насолоджувався можливістю бачити обличчя та очі актора в дизайнах для старих фільмів, таких як «Лондонський вовкулака» (1935), оскільки вони «зберігали людські якості», а «Нічний вовкулака» більше нагадував Людину-вовка із «Людини-вовка» (1941), ніж більш схожий на монстра, створений за допомогою CGI у більшості сучасних стрічок. 

### Зйомки
Очікувалося, що зйомки розпочнуться наприкінці березня 2022 року на Trilith Studios в Атланті, штат Джорджія під робочою назвою Buzzcut і розпочнуться 29 березня. Зої Вайт працювала оператором. Раніше очікувалося, що зйомки почнуться в лютому і триватимуть місяць до березня. «Нічний вовкулака» використовував багато практичних ефектів, таких як перетворення Рассела на вовкулаку. Керівник візуальних ефектів Джо Фаррел допоміг у цьому, і «потратили місяці, щоб розробити та зрозуміти», як це зробити. Трансформація розглядається в основному з точки зору Бладстоуна, що було зроблено, тому що Джаккіно вважав, що це було б страшніше, якби глядачам не було повністю показано трансформацію. Зйомки закінчилися до кінця квітня. 

### Пост-продакшн
Джеффрі Форд працював редактором спеціального випуску після того, як раніше це робив для попередніх проєктах КВМ. Спеціальний випуск був знятий у кольорі, ранні редагування також були кольоровими. Джаккіно сподівався, що зможе випустити його в чорно-білому варіанті, і зрештою створив чорно-білу версію, щоб показати Файґі; він пояснив, що Marvel Studios підтримала чорно-білий варіант після того, як вони побачили це, зазначивши, що це було «правильним вчинком для духу історії, яку ми розповідаємо».

### Музика
Крім режисури, Джаккіно також написав тему для спеціального випуску до зйомок, що дозволило йому змінювати її під час процесу фільмування. Потім він створив більшу частину партитури, редагуючи спеціальну композицію, що дозволило йому відразу представити нові ідеї Форду, який згодом запропонував інше редагування на основі цієї нової музики.

## Маркетинг
Тизер-трейлер і постер спеціального випуску були представлені на виставці D23 Expo 2022. Трейлер відзначився чорно-білим виконанням і наявністю інших елементів фільму, схожих на класичні фільми жахів. Меґґі Бочелла з Collider відчула, що трейлер «подано як старий шкільний фільм жахів», порівнявши його з роботами Лона Чейні та Бела Луґоші, обох акторів, відомих головним чином своїми ролями у фільмах жахів. Аманда Ламадрід з Screen Rant назвала трейлер «шокуючим і унікальним», сказавши, що він показує, що Marvel «іде ва-банк на вінтажному факторі крику», додавши, що особливий вигляд виглядає «несхожим на будь-який попередній проєкт КВМ».

## Випуск
«Нічний вовкулака» вийшов на Disney+ 7 жовтня 2022 року. Прем'єра спеціального випуска відбулася 25 вересня 2022 року на Fantastic Fest в Остіні, штат Техас. Ще один показ відбудеться 6 жовтня 2022 року на Hollywood Forever Cemetery в рамках тематичного заходу Disney+ на Гелловін під назвою «Hallowstream» разом із епізодом «ВандаВіжен» — «Абсолютно новий зловісно-чарівний Гелловін» (2021). Цей проєкт є частиною четвертої фази КВМ. 

## Сприйняття
Веб-сайт аґреґатора оглядів Rotten Tomatoes повідомив про 100% рейтинг схвалення із середнім балом 7,30/10 на основі 8 відгуків.
Кріс Євангеліста з /Film поставив «Нічному вовкулаці» 7 з 10, описавши спеціальний телевізійний випуск як «швидкий, жорстокий, смішний фільм про монстрів, який ідеально підходить для Гелловіну». Він високо оцінив використання практичних ефектів для зображення вовкулаки на відміну від CGI та стилів чорно-білої кінематографії. Жермен Люсьє з Gizmodo описав спеціальну стрічку як «гарний, надзвичайно розважальний короткометражний фільм, який би спрацював, навіть якби він не мав нічого спільного з Marvel». Він справді відчував, що швидкість спеціального заходу заважає повністю охопити всіх представлених персонажів і зіткнень. Маріса Мірабал з IndieWire дала особливу оцінку «B+», насолоджуючись дизайнерською роботою Шімоґучі та Вайт, «великою оцінкою» Джакіно та використанням практичних ефектів. Хоча її вразив баланс насильства та комізму в спеціальному випуску, а також «напружений і лаконічний» сюжет, вона зазначила, що, на жаль, через короткий проміжок часу «персонажів [не вдалося] повністю розвинути та дослідити».

## Спеціальний документальний фільм
У вересні 2022 року було оголошено документальний фільм «Нічний вовкулака» від Marvel Studios. Документальний фільм розповідає про лаштунки створення спеціального випуску та досліджує мрію Майкла Джаккіно про режисуру, а також включатиме кадри 8-міліметрової плівки, зняті Джаккіно у дитинстві.

## Майбутнє
У вересні 2022 року співвиконавчий продюсер Браян Ґей сказав, що «Нічний вовкулака» почне досліджувати різноманітність монстрів, які існували в КВМ століттями, наприклад, ілюстрації, представлені в спеціальному випуску. Крім того, він заявив, що ідея полягала в тому, щоб такі монстри з'явилися в майбутніх проєктах. Ґей також пояснив, що кінцівка спеціального випуску навмисно залишила Рассела і Бладстоуна «цілком зміненими» і в «просторі, в якому вони не очікували опинитися», і відчував, що це було початком для їх персонажів, але він не був певен, чи повернуться вони в майбутньому.